# 假面騎士響鬼角色列表
 假面騎士響鬼角色列表 展示於朝日電視台放映的特攝劇集《假面騎士響鬼》各個角色。

## 鬼（本作登場的假面騎士）
響鬼（細川茂樹飾）（伍博民（香港配音））
假面騎士響鬼的變身者， 外號為響，本作主角，1974年12月16日生，31歳。
本名為『日高仁志』，從16歲開始就成為鬼，15年來一直不斷地跟魔化魍戰鬥，所以在關中的鬼之中如同前輩般的存在。
威吹鬼（澀江讓二飾）（馮錦堂（香港配音））
假面騎士威吹鬼的變身者，1986年3月15日生，20歲。
本名為『和泉伊織』，擁有猛士本部宗家的血統。
轟鬼（川口真五飾）（梁偉德（香港配音））
戶田山變身體 → 假面騎士轟鬼的變身者，26歳。
本名為『戶田山登巳藏』，持田瞳的表哥，斬鬼的弟子。在成為鬼之前是名警察。
在劇中與立花日菜佳互有好感。
後於《假面騎士ZI-O》第33-34話登場。
斬鬼（松田賢二飾）（李錦綸（香港配音））
假面騎士斬鬼的變身者，32歲。
本名為『財津原藏王丸』，轟鬼的師傅。

## 甜食店 立花的關係者
立花勢地郎（下條阿童木飾）（陳曙光（香港配音））
立花香須實（蒲生麻由飾）（曾秀清（香港配音））
立花日菜佳（神戶美有紀飾）（張頌欣（香港配音））
安達明日夢（栩原樂人飾）（曹啟謙（香港配音））
本作中的另一個主角，1990年3月11日生，14歲 → 16歲。
從小雙親離異，被母親安達郁子一手養大，是名個性正直的努力家。
天美晶（秋山依里飾）（鄭麗麗（香港配音））
晶變身體 → 假面騎士天鬼的變身者。
威吹的徒弟。
桐矢京介（中村優一飾）（張裕東（香港配音））
京介變身體 → 假面騎士強鬼的變身者。
於《假面騎士ZI-O》第33-34話登場，並在第34話繼承假面騎士響鬼的資格。
響鬼（細川茂樹飾）
威吹鬼（澀江讓二飾）
轟鬼（川口真五飾）
斬鬼（松田賢二飾）

## 猛士的關係者
小暮耕之助（布施明飾）（張炳強（香港配音））

## 明日夢的學校的關係者
持田瞳（森繪梨佳飾）（何璐怡（香港配音））

## 童子與姬
童子（村田充飾）（許盈（香港配音））
姬（蘆名星飾）（黃啟昌（香港配音））

## 其他角色
安達郁子（水木薰飾）（伍秀霞（香港配音））
明日夢的母親
千壽（大西麻惠飾）
明日夢的表姊